# Alianza Lucian
La Alianza Lucian es un grupo interestelar de delincuentes organizados ("piratas espaciales") ficticio en la serie de televisión Stargate SG-1. Su primera aparición fue en el episodio "Prometheus Undbound" de la octava temporada, pero su nombre no fue mencionado hasta que "The Ties That Bind". Se caracterizan por distribuir una especie de maíz que genera adicción en toda la galaxia, y desempeñaron un papel en la Batalla de P3Y-229.

## Organización
La Alianza Lucian es una poderosa organización criminal compuesta por traficantes y mercenarios. Ellos formaron la Alianza para llenar el vacío de poder en la galaxia producto del debilitamiento de los Goa'uld. Se desconoce exactamente cuando se formó la Alianza, pero posiblemente, se reunieron cuando Anubis era todavía muy poderoso; sin embargo, la Alianza se hizo más fuerte luego de que los Señores del Sistema Goa'uld fueran derrotados por los Replicantes. Su flota está compuesta en gran parte de naves Goa'uld, que consta de varios Ha'tak, Al'kesh, dos pequeños cruceros de un desconocido diseño (el mismo buque que Jarlath utilizó en el circuito de Kon Garat), y Planeadores de la muerte como fuerza de defensa, además de un sinnúmero de buques de carga Tel'tak.
Los miembros de la Alianza no tienen miedo de utilizar la fuerza militar para conseguir lo que quieren. Sus socios comerciales deben ser conocidos por ellos y que la mayoría de las veces comercian con los socios de una corta lista de alianzas. A pesar de que normalmente no comercian con extraños, si tienen una buena oferta de un desconocido, nunca pierden la oportunidad comerciar.
La Alianza Lucian apareció primero como un creciente nuevo enemigo no sólo para la Tierra sino también para la nueva Nación Libre Jaffa, sin embargo, Teal'c convenció a la Alianza de enviar tres Ha'tak para defender la galaxia en contra de la flota Ori en la Batalla de P3Y-229.
Después de su fracasado intento de capturar el Odyssey (Stargate), que tuvo como resultado la muerte del Coronel Paul Emerson, la Tierra ha declarado la guerra a la Alianza("Company of Thieves ").

## Contactos
Como parte de un negocio, Vala Mal Doran, planeaba darle a la Alianza una gran nave a cambio de armas de grado naquadah. Para este propósito secuestro la nave Tau'ri Prometheus, pero fue detenida por Daniel Jackson. Después de este incidente ella queda en malos términos con la Alianza, lo que lleva a ella y Daniel Jackson a aparecer en su lista de personas buscadas. 
Casi un año más tarde dos miembros de la Alianza Lucian, llamados Tenat y Jup, tratan de capturar a Vala y a Daniel, pero su plan es frustrado por el SG-1 ("The Ties That Bind ").
La Alianza reaparece en "Off the Grid" como los responsables de la siembra de un cultivo similar al maíz llamado kassa, que contiene una droga altamente adictiva y de la distribución de esta a través de la galaxia. En el episodio "Camelot" volverían para ayudar a otras especies de la Vía Láctea en la Batalla de P3Y-229; donde los Ori estaban tratando de enviar una flota a través del Supergate. Esta cooperación ocurrió gracias a la intervención de Teal'c. Sin embargo, las naves Ori cruzaron el Supergate y presentaron batalla, en contra de naves de la Tierra, una nave Asgard, y una serie de Ha'taks de los Jaffa, los Tok'ra y de la Alianza. Dos de los Ha'taks de la Alianza fueron destruidos por las poderosas armas de las Naves de Batalla Ori, y el restante resultó gravemente dañado, y más tarde fue destruido por la alianza para evitar su captura.
En 2006, la Alianza Lucian hizo un intento fallido de capturar el Odyssey (Stargate), que provocó la muerte de su comandante el coronel Paul Emerson. Como resultado de ello, los Tau'ri han declarado la guerra a la Alianza, algo que la Alianza estaba tratando de evitar. El líder de la Alianza, Netan había enviado a uno de sus tenientes Anateo en lo que él había creía que sería una misión suicida, creyendo que los Tau'ri eran demasiado fuertes para que el plan tuviera éxito. Esto demostró ser un fracaso de Netan ya que Anateo casi logra apoderarse de la nave. 
La Alianza se encontró con sus convoyes asaltados por el SG-1 lo que amenazaba seriamente la posición de Netan. Puso una recompensa por las cabezas del SG-1 pero su plan fallo y, como resultado, su posición dentro de la Alianza Lucian fue aún más disminuida con sus lugartenientes tratando de matarlo. El actual dirigente de la Alianza Lucian es desconocido, ya que Netan fue arrinconado por el caza recompensas Odai Ventrell.
- Datos: Q2838193